# 뉴욕 피자

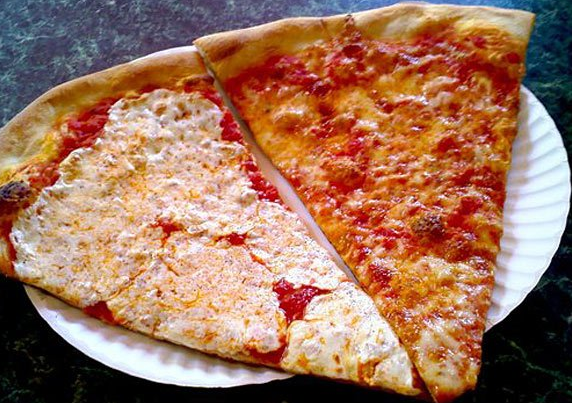
뉴욕 피자 2조각

뉴욕 피자(New York-style pizza)는 뉴욕식으로 변형된 피자의 한 가지다. 1900년대초 미국의 뉴욕 시에서 시작된 뉴욕 피자는 뉴욕주, 뉴저지주, 코네티컷주 등에 걸쳐 인기가 높다. 보통 시카고 피자와 함께 미국식 피자의 양대산맥이다. 도우가 매우 바삭하다.

## 역사
미국 최초의 피자는 1905년 맨해튼의 리틀이털리 지역의 젠나로 롬바르디(en:Gennaro Lombardi)에 의해 선보였다. 1897년에 작은 식료품점을 운영한 그는 8년 후 안토니오 토톤노 페로(Antonio Totonno Pero)와 함께 피자 가게를 열었다. 여기서 피자 크기를 감당하지 못한 사람들을 위해 여러 조각을 내어 판매를 하였다. 매우 높은 품질의 모차렐라 치즈와 토마토를 사용하여 인기를 얻은 이후 이를 바탕으로 뉴저지 주와 코네티컷 주로 퍼져나가게 되었고, 현재 뉴욕에서는 2010년 기준으로 400개 이상의 피자리아(개인 소유 피자 전문점)가 있다.

## 특징
뉴욕 피자는 도우를 얇고 크게 만들며 일반적으로 직격 18인치 (45cm)로 만든다. 여기에 토마토 소스와 모차렐라 치즈를 적은 양으로 얹는다. 토핑은 보통 한두 가지 정도로 사용되며 페퍼로니가 가장 보편적이다. 구울 때 전통적인 방식인 석탄 화덕을 이용하는 곳도 있지만, 일반적인 오븐을 사용하기도 한다. 석탄 화덕으로 굽는 피자 전문점으로는 뉴욕 시 브루클린의 Verde Coal Oven, Grimaldi’s가 가장 알려져 있다.
뉴욕에서는 이 뉴욕 피자를 8조각으로 잘라서 한 두 조각씩 판매하는 곳이 많으며, 이것을 테이블 위에서 먹거나 혹은 반으로 접어 들고 다니면서 길거리 간식(street snack)으로 먹는 것이 보편화되어 있다.

## 같이 보기
- 피자
- 시카고 피자
- 세인트루이스식 피자
- 디트로이트식 피자
- 하와이안 피자